# Hanna Kulig
Hanna Iwona Kulig – polska zootechnik, doktor habilitowany nauk rolniczych, pracownik naukowy Katedry Genetyki Wydziału Biotechnologii i Hodowli Zwierząt Zachodniopomorskiego Uniwersytetu Technologicznego w Szczecinie.

## Życiorys
W 1996 r. ukończyła studia biologiczne na Uniwersytecie Szczecińskim, w 2003 r. obroniła pracę doktorską pt. Polimorfizm w genie leptyny oraz możliwości wykorzystania jego wariantów w doskonaleniu cech użytkowości mlecznej bydła, w 2014 r. habilitowała się na podstawie pracy zatytułowanej Analiza polimorfizmu w genach kandydujących w aspekcie przydatności w doskonaleniu cech użytkowości mlecznej bydła - jednotematyczny cykl 7 publikacji. 
Pracowała w Katedrze Genetyki i Ogólnej Hodowli Zwierząt na Wydziale Biotechnologii i Hodowli Zwierząt Akademii Rolniczej w Szczecinie.
Jest profesorem uczelni w Katedrze Genetyki i prodziekanem na Wydziale Biotechnologii i Hodowli Zwierząt Zachodniopomorskiego Uniwersytetu Technologicznego w Szczecinie.